# Station Czarków
Station Czarków is een spoorwegstation in de Poolse plaats Czarków.